# Поль ван ден Буйнантс
Поль ван ден Буйнантс (22 травня 1919 , Форе  — 9 січня 2001 , Алст, Фламандський регіон ) — бельгійський політичний діяч, прем'єр-міністр Бельгії (1966–1968, 1978–1979).

## Біографія
Починав кар'єру у м'ясній промисловості.
1949 року був обраний депутатом палати представників парламенту Бельгії від Соціально-християнської партії (СХП), лідером якої був у 1961–1966 роках.
1957–1961 — міністр у справах середнього та малого бізнесу.
У 1966–1968 роках очолював уряд країни. Його кабінет скоротив видатки на освіту, охорону здоров'я, соціальне забезпечення, а також підвищив податки. 1967 року було прийнято спеціальні закони, що надавали уряду надзвичайні повноваження. Наступного року, попри прийняття мовних законів 1961 та 1962 років, фламандські студенти Левенського університету зажадали перевести факультети університету, в яких викладання проводилось французькою, перевести до Валлонії. Однак уряд відмовив їм, на знак протесту міністри-католики залишили кабінет, і уряд ван ден Буйнантса пішов у відставку. В результаті було розпущено парламент і почалась політична криза, яка завершилась тільки в червні 1968 року формуванням коаліційного уряду католиків та соціалістів на чолі з Гастоном Ейскенсом.
1972–1979 роки — міністр оборони.
1978–1979 — вдруге очолював уряд Бельгії.
1979–1981 — віце-прем'єр.
1982 року був звинувачений в корупції. За чотири роки був засуджений на три роки умовно у зв'язку з ухиленням від сплати податків.
У січні 1989 року був викрадений із власного підземного гаража. Його утримували в заручниках упродовж тридцяти днів та випустили за викуп у три мільйони марок. Підозрюваний у злочині злочинець зі стажем, якого давно розшукували органи правопорядку Патрік Хамерс, був схоплений у Брюсселі, два його можливих спільника, які зробили собі фальшиві паспорти, були затримані на колумбійському кордоні. Експертиза порохового сліду на зброї дозволила засудити банду Хамерса також і у зв'язку з нападами в Брабанті. У лютому 1997 року Патрік Хамерс, який мав стати ключовою фігурою у справі «банди з Нівелля» та викрадення Поля ван ден Буйнантса, був знайдений повішеним у камері.
1995 року ван ден Буйнантс залишив політичну діяльність.